# 福田俊
福田 俊（ふくだ すぐる、1996年12月14日 - ）は、北海道札幌市手稲区出身のプロ野球選手（投手）。左投左打。北海道日本ハムファイターズ所属。

## 経歴

### プロ入り前
札幌市立手稲山口小学校1年で野球を始める。小学4年のときに神奈川県小田原市に転居し、中学時代は小田原ボーイズに所属。横浜創学館高等学校では3年春の県大会ベスト8が最高成績であり、甲子園出場経験は無し。3年夏は背番号10であり、チームは県大会ベスト16であった。
星槎道都大学へ進学すると、1年春から中継ぎで登板し、3年秋の札幌六大学野球一部リーグでは最高殊勲選手に輝き、チームを優勝に導いた。函館大学との北海道2連盟代表決定戦も制し、第48回明治神宮野球大会に出場すると、創価大学との初戦で公式戦初完封。これがチーム通算6度目の出場で同大会の初勝利であった。その後も勝ち進んで準決勝を突破し、日本体育大学との決勝戦では3連投となる先発マウンドに上がったが、4回1死から先制の2点本塁打を打たれ、直後に降板。北海道勢初の全国優勝とはならなかったものの、全国準優勝は道勢最高成績であった。同大会終了後の11月下旬に、左足小指付け根外側の遊離骨を除去する手術を受け、冬場の投げ込みができなかったことで4年春は不調が続いたが、夏場にフォームを修正し、4年秋には復調を見せた。大学4年間ではリーグ戦通算13勝4敗を記録。
2018年10月25日に開催されたドラフト会議にて、北海道日本ハムファイターズからドラフト7位指名を受け、11月16日に契約金2000万円・年俸700万円（いずれも金額は推定）で仮契約を結んだ。背番号は40。

### 日本ハム時代
2019年は開幕を二軍で迎え、5月26日に出場選手登録されたが、登板機会は無く、6月3日に登録抹消。その後の一軍再昇格は果たせず、ルーキーイヤーは一軍登板なしに終わった。二軍（イースタン・リーグ）では51試合に登板し、2勝4敗5セーブ・防御率4.90という成績であり、オフに現状維持となる推定年俸700万円で契約を更改した。
2020年は新型コロナウイルスの影響で開幕延期・120試合制の短縮シーズンとなり、6月19日の開幕は二軍で迎えたものの、二軍では3試合の登板で無失点を記録すると、7月4日に堀瑞輝が背中の張りで離脱し、堀に代わる左の中継ぎとして翌5日に出場選手登録。7月7日のオリックス・バファローズ戦でプロ初登板を果たし、11日の同カードではプロ初ホールドを記録した。9月27日に出場選手登録を抹消されるも、10月20日に再登録となり、この年は一軍で30試合に登板。0勝0敗2ホールド・防御率3.26という成績を残し、オフに550万円増となる推定年俸1250万円で契約を更改した。
2021年は初の開幕一軍入りを果たすも、5試合の登板で防御率11.57と振るわず、4月9日に出場選手登録を抹消された。二軍では35試合の登板で防御率3.89という成績で一軍再昇格を果たせずにシーズンを終え、オフに150万円減となる推定年俸1100万円で契約を更改した。
2022年は開幕を二軍で迎え、6月3日に出場選手登録。翌4日の阪神タイガース戦でシーズン初登板となり、1イニングを無失点に抑えると、この試合も含めて13試合に登板し、自責点1と安定した投球を披露していたが、7月18日に無症状ながら新型コロナウイルス陽性判定を受け、翌19日に特例2022により出場選手登録を抹消された。抹消後の一軍登板はなくシーズンを終えたものの、この年は13試合の登板で0勝0敗3ホールド・防御率0.87を記録し、オフに100万円増となる推定年俸1200万円で契約を更改した。
2023年3月6日にトレードによる移籍で福田光輝が入団したことで、報道上の表記およびスコアボード上の表記が「福田俊」となった。開幕を二軍で迎え、開幕直後には右膝裏の肉離れを発症したが、二軍では11試合・13回2/3を投げて17奪三振・防御率1.32と結果を残し、6月9日に出場選手登録。翌10日の阪神戦、1点ビハインドの5回表二死満塁、右打者の渡邉諒を迎えた場面でシーズン初登板。渡邉が左投手を苦手としていることから抜擢され、空振り三振に打ち取った。その後はワンポイントやロングリリーフと多様な役割をこなしながら無失点投球を継続し、8月4日の福岡ソフトバンクホークス戦では同点の延長11回表に登板。1奪三振を含む3者凡退に抑えると、直後の攻撃でチームがサヨナラ勝ちを収め、福田にプロ初勝利が記録された。シーズン終了まで一軍に帯同し、東北楽天ゴールデンイーグルスとのレギュラーシーズン最終戦でも無失点に抑え、宮西尚生が保持する「開幕から29試合連続無失点」の球団記録に並んだ。この年は29試合に登板し、1勝0敗3ホールド・防御率0.00を記録。オフに1000万円増となる推定年俸2200万円で契約を更改した。
2024年はオープン戦で7試合に登板するも防御率6.43と結果を残せず、開幕を二軍で迎えた。4月16日に出場選手登録され、翌17日のソフトバンク戦で同点の11回表、無死一・二塁のピンチを招いたマーフィーの後を受けてシーズン初登板となり、一死満塁から栗原陵矢をセカンドゴロに打ち取ったものの、内野が前進シフトを敷いておらず、勝ち越し点を献上。続く打者には適時打を打たれ、チームはこの回2点を失ったが、直後に同点に追いついて引き分けとなった。4月25日の楽天戦にも登板したが、この2試合のみで5月1日に登録抹消。7月27日終了時点では、二軍で22試合に登板して防御率4.09と抹消後は不調が続き、一軍へ再昇格することができずにシーズンを終えた。

## 選手としての特徴・人物
持ち球は最速149km/hのストレート、スライダー、フォーク。
身長は171cmと小柄だが、左のスリークォーターから投げ込むキレのある球で打者と勝負する。
愛称は「福ちゃん」。

## 詳細情報

### 年度別投手成績
| 年 度     | 球 団     | 登 板 | 先 発 | 完 投 | 完 封 | 無 四 球 | 勝 利 | 敗 戦 | セ 丨 ブ | ホ 丨 ル ド | 勝 率 | 打 者 | 投 球 回 | 被 安 打 | 被 本 塁 打 | 与 四 球 | 敬 遠 | 与 死 球 | 奪 三 振 | 暴 投 | ボ 丨 ク | 失 点 | 自 責 点 | 防 御 率 | W H I P |
| --------- | --------- | ----- | ----- | ----- | ----- | -------- | ----- | ----- | -------- | ----------- | ----- | ----- | -------- | -------- | ----------- | -------- | ----- | -------- | -------- | ----- | -------- | ----- | -------- | -------- | ------- |
| 2020      | 日本ハム  | 30    | 0     | 0     | 0     | 0        | 0     | 0     | 0        | 2           | ----  | 132   | 30.1     | 29       | 4           | 14       | 0     | 0        | 27       | 1     | 0        | 12    | 11       | 3.26     | 1.42    |
| 2021      | 日本ハム  | 5     | 0     | 0     | 0     | 0        | 0     | 0     | 0        | 0           | ----  | 25    | 4.2      | 9        | 1           | 1        | 0     | 0        | 3        | 1     | 0        | 8     | 6        | 11.57    | 2.14    |
| 2022      | 日本ハム  | 13    | 0     | 0     | 0     | 0        | 0     | 0     | 0        | 3           | ----  | 45    | 10.1     | 7        | 0           | 7        | 0     | 0        | 11       | 0     | 0        | 1     | 1        | 0.87     | 1.35    |
| 2023      | 日本ハム  | 29    | 0     | 0     | 0     | 0        | 1     | 0     | 0        | 3           | 1.000 | 100   | 26.1     | 11       | 0           | 10       | 0     | 2        | 19       | 4     | 0        | 0     | 0        | 0.00     | 0.80    |
| 2024      | 日本ハム  | 2     | 0     | 0     | 0     | 0        | 0     | 0     | 0        | 0           | ----  | 9     | 2.0      | 1        | 0           | 2        | 1     | 0        | 1        | 0     | 0        | 0     | 0        | 0.00     | 1.50    |
| 通算：5年 | 通算：5年 | 79    | 0     | 0     | 0     | 0        | 1     | 0     | 0        | 8           | 1.000 | 311   | 73.2     | 57       | 5           | 34       | 1     | 2        | 61       | 6     | 0        | 21    | 18       | 2.20     | 1.24    |

- 2024年度シーズン終了時

### 年度別守備成績
| 年 度 | 球 団    | 投手  | 投手  | 投手  | 投手  | 投手  | 投手     |
| 年 度 | 球 団    | 試 合 | 刺 殺 | 補 殺 | 失 策 | 併 殺 | 守 備 率 |
| ----- | -------- | ----- | ----- | ----- | ----- | ----- | -------- |
| 2020  | 日本ハム | 30    | 3     | 2     | 0     | 0     | 1.000    |
| 2021  | 日本ハム | 5     | 0     | 0     | 0     | 0     | ----     |
| 2022  | 日本ハム | 13    | 0     | 2     | 0     | 0     | 1.000    |
| 2023  | 日本ハム | 29    | 0     | 3     | 1     | 0     | .750     |
| 2024  | 日本ハム | 2     | 0     | 0     | 0     | 0     | ----     |
| 通算  | 通算     | 79    | 3     | 7     | 1     | 0     | .909     |

- 2024年度シーズン終了時

### 記録
初記録
- 初登板：2020年7月7日、対オリックス・バファローズ1回戦（京セラドーム大阪）、8回裏に4番手で救援登板、1回1失点[16][64]
- 初奪三振：同上、8回裏にT-岡田から空振り三振[65]
- 初ホールド：2020年7月11日、対オリックス・バファローズ5回戦（京セラドーム大阪）、6回裏一死に3番手で救援登板、1/3回無失点
- 初勝利：2023年8月4日、対福岡ソフトバンクホークス15回戦（エスコンフィールドHOKKAIDO）、11回表に5番手で救援登板・完了、1回無失点[66]

その他の記録
- シーズン無失点：2023年 ※29試合登板でシーズン無失点は史上最多[67]
- 開幕から29試合連続無失点：2023年6月11日 - 10月5日 ※史上3番目の最長記録、球団史上最長記録[67]
- 29試合連続無失点：同上 ※2016年の宮西尚生に並んで球団史上最長タイ[68]

### 背番号
- 40（2019年 - ）

### 登場曲
- 「FIGHTING POSE」CHO-CO（2020年 - ）[69][70][71]
- 「Heaven's Drive」(sic)boy,KM（2022年）[72]